# سلطانی (ارومیه)
سلطانی، روستایی است از توابع بخش صومای برادوست و در شهرستان ارومیه استان آذربایجان غربی ایران.اهل این روستا از عشیر بزرگ گورک هستند.

## جمعیت
این روستا در دهستان صومای جنوبی قرار داشته و بر اساس سرشماری سال ۱۳۸۵ جمعیت آن ۶۰۹ نفر (۱۲۳ خانوار)
بوده‌است.